# 2010 у Канаді
2010 рік в історії Канади.

## Події з датами

### Січень

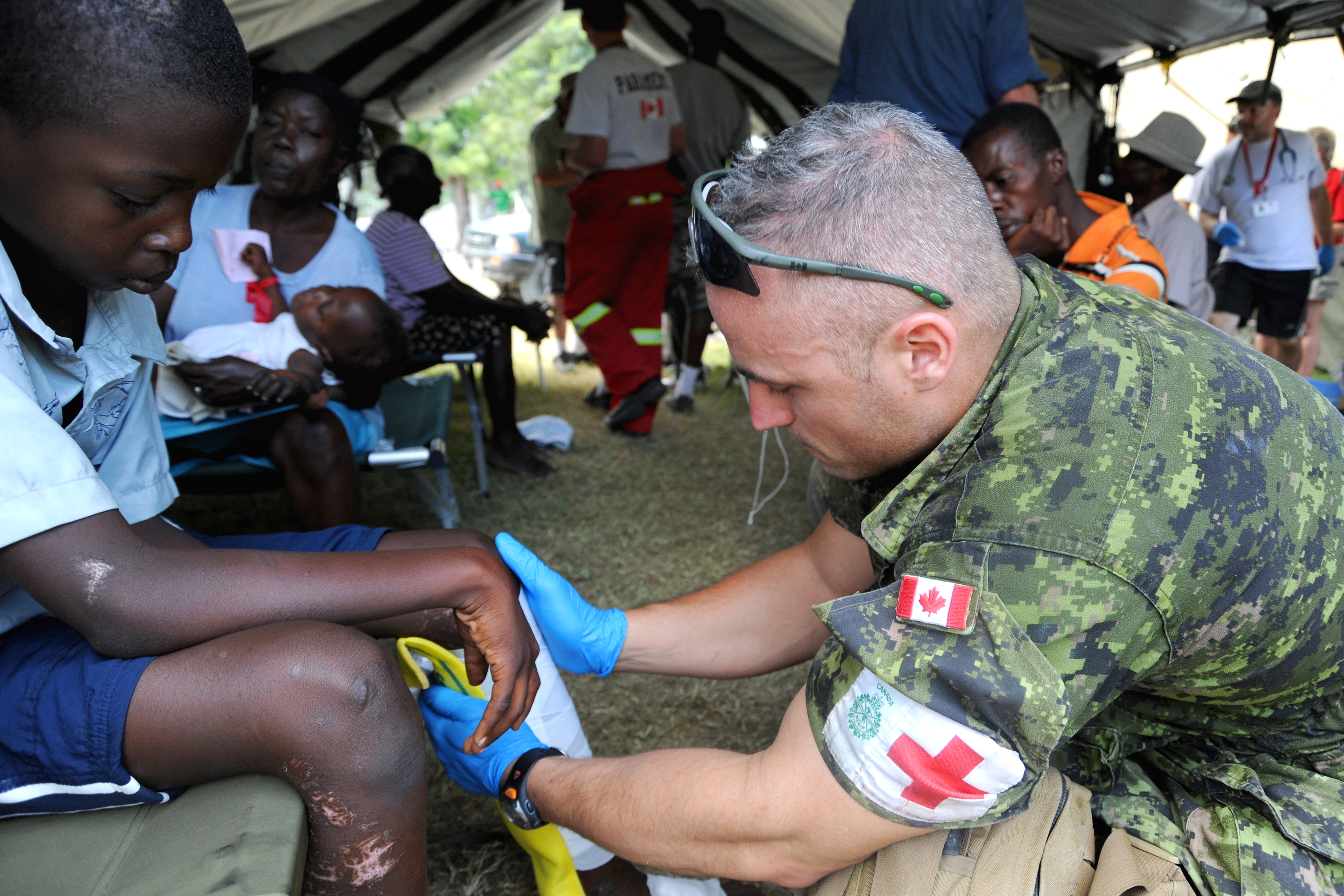
Канадський медичний табір на Гаїті

- 13 — 14 січня — уряд Канади відіслав два судна з гуманітарною допомогою і службу допомоги при стихійних лихах на Гаїті після землетрусу.

### Лютий
- 5 лютого — Джек Лейтон оголосив про те, що у нього виявили рак простати.
- 12 — 28 лютого — XXI зимові Олімпійські ігри пройшли у Ванкувері (Британська Колумбія)[1].
- 12 лютого — грузинський саночник Нодар Кумаріташвілі розбився на олімпійській трасі.
- 15 лютого — канадські порти закрили для риболовецьких суден з Гренландії та Фарерських островів на знак протесту проти розподілу квот на вилов креветок.

### Березень
- 12 — 21 березня — X Зимові Паралімпійські ігри пройшли у Ванкувері.
- 13 березня — внаслідок сходження лавини в Ревелстоці (Британська Колумбія), 2 особи загинуло та 30 отримали поранення.
- 19 березня — в результаті сходження лавини в горах поблизу Ревелстока, 1 людина загинула.
- 20 березня — в результаті сходження лавини в провінційному парку Веллс-Грей (Британська Колумбія) 2 особи загинуло.
- 24 березня — прем'єр-міністр Нью-Брансвіка Шон Грем оголосив про те, що угода про продаж NB Power компанії Hydro-Québec зірвалася.

### Квітень
- 21 квітня — генерал-губернатор Канади принесла вибачення Руанді за бездіяльність під час геноциду 1994 року.
- 24 квітня — принцеса Анна відвідала Сент-Джонс.

### Травень
- 11 травня — Дональд Етелл став лейтенант-губернатором Альберти.
- 13 травня — 41 особу заарештовано в Монреалі в результаті погромів після святкування перемоги Монреаль Канадієнз над Піттсбург Пінгвінс у півфіналі східної конференції Кубку Стенлі.
- 27 травня — лісові пожежі в Квебеку стали причиною евакуації 1300 осіб з Wemotaci.

### Червень

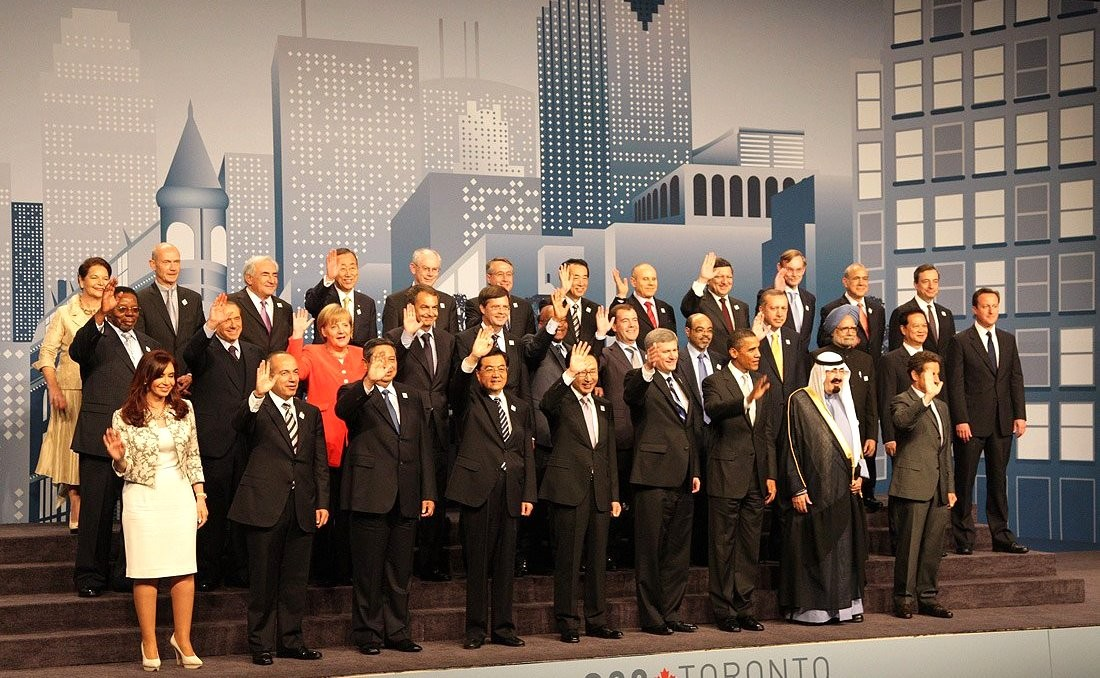
Саміт G-20

- 13 червня — в Монреалі пройшла гонка Формули-1. Переможцем став Льюїс Гамільтон.
- 18 червня — повінь на південному сході Альберти.
- 23 червня — землетрус у Центральній Канаді з магнітудою 5,0 балів.
- 25 — 27 червня — 36-й саміт Великої вісімки пройшов у Хантсвіллі (Онтаріо).
- 25 — 27 червня — 4-й саміт G-20 пройшов в Торонто (Онтаріо).
- 26 — 27 червня — близько 1000 осіб заарештовано на акції протесту в Торонто.
- 28 червня — 6 липня — тур королеви Канади Єлизавети II і принца Філіпа по країні.

### Липень
- 8 липня — Девід Ллойд Джонстон оголошений наступним генерал-губернатором Канади.
- 17 липня — акція агентства Парки Канади: безкоштовне відвідування національних парків, морських парків та історичних місць в честь 125-річчя створення агентства.
- 18 липня — на вулицях Торонто відбулася гонка Honda Indy Toronto.
- 25 липня — в аеропорту Едмонтона відбулася гонка Honda Indy Edmonton.

### Серпень
- 2 — 8 серпня — у Ванкувері пройшов жіночий тенісний турнір ITF Odlum Brown Vancouver Open. Переможцем стала Єлена Докич.
- 2 — 8 серпня — у Ванкувері пройшов чоловічий тенісний турнір ATP Challenger Odlum Brown Vancouver Open. Переможцем став Дуді Села.
- 7 — 15 серпня — в Торонто відбувся чоловічий тенісний турнір серії Masters Canada Masters. Переможцем став Енді Маррей.
- 13 — 23 серпня — в Монреалі відбувся жіночий тенісний турнір в рамках WTA туру Rogers Cup. Переможцем стала Каролін Возняцкі.

### Вересень
- 9 — 19 вересня — Міжнародний кінофестиваль у Торонто. У програмі фестивалю 258 фільмів.
- 13 — 19 вересня — у Квебеку відбувся жіночий тенісний турнір в рамках WTA туру Bell Challenge. Переможцем стала Таміра Пашек.
- 15 вересня — представники Королівської Канадської Кінної поліції виявили 7 тонн гашишу в покинутому трейлері в Монреалі.
- 21 вересня — над Ньюфаундлендом пронісся буревій четвертої категорії Ігор. Одну людину змило в океан.
- 24 вересня — в результаті пожежі на 24 поверсі 30-типоверхового будинку в центрі Торонто близько 1200 осіб залишилися без притулку.
- 27 вересня — відбулися вибори до Законодавчих зборів Нью-Брансвіка.
- перше Гран-прі Квебека.
- перше Гран-прі Монреаля.

### Жовтень
- 1 жовтня — Девід Ллойд Джонстон став новим генерал-губернатором Канади.

### Листопад
- 3 листопада — прем'єр-міністр Британської Колумбії Гордон Кемпбелл оголосив про відхід з поста.
- 8 — 10 листопада — повінь на південному заході Нової Шотландії.
- 25 листопада — прем'єр-міністр Ньюфаунденда і Лабрадору Денні Вільямс оголосив про відхід з політики.
- 30 листопада — Даг Філліпс став комісаром Юкону.

### Грудень
- 3 грудня — Кеті Дандердейл стала новим прем'єр-міністром Ньюфаундленду і Лабрадору.

## Персоналії

### Померли
- 1 січня — Лхаса де Села (37 років), відома канадська співачка.
- 18 лютого — Джон Бебкок (109 років), останній канадський ветеран Першої світової війни.
- 10 березня — Корі Хейм (38 років), канадський кіноактор[2].
- 13 березня — Роберт Еттерслі (76 років), хокеїст, чемпіон світу 1958 року, срібний призер Олімпійських ігор 1960 року.
- 28 березня — Джун Хевок (97 років), акторка.
- 11 травня — Роберт Уотт (82 роки), хокеїст, олімпійський чемпіон 1952 року.
- 21 травня — Роберт Гордон Роджерс (90 років), лейтенант-губернатор Британської Колумбії (1983—1988).
- 30 травня — Дафферін Робліні (92 роки), прем'єр-міністр Манітоби (1958—1967).
- 5 липня — Боб Проберт (45 років), хокеїст.
- 27 липня — Морі Чайкін (61 рік), актор.
- 22 жовтня — Хелен Ханли (90 років), лейтенант-губернатор Альберти (1985—1991).
- 3 листопада — Білл Колвін (75 років), хокеїст, бронзовий призер Олімпійських ігор 1956 року.
- 22 листопада — Девід Лем (87 років), лейтенант-губернатор Британської Колумбії (1988—1995).
- 28 листопада — Леслі Нільсен (84 роки), комедійний актор.
- 16 грудня — Стерлінг Лайон (83 роки), прем'єр-міністр Манітоби (1977—1981).